# Stefan Blöcher
Stefan Blöcher (Wiesbaden, 25 februari 1960) is een voormalig hockeyer uit Duitsland, die speelde als middenvelder. Met de West-Duitse nationale hockeyploeg nam hij tweemaal deel aan de Olympische Spelen (1984 en 1988). 
Bij zijn olympische debuut, in 1984 in Los Angeles, won Blöcher de zilveren medaille met de Duitse ploeg, die destijds onder leiding stond van bondscoach Klaus Kleiter. Vier jaar later in Seoul legde hij andermaal beslag op de tweede plaats. Daar kreeg hij in de halve finale tegen Nederland (2-1) een strafcorner van Floris Jan Bovelander op zijn hoofd, waarna de wedstrijd tien minuten stil werd gelegd. Blöcher speelde in totaal 259 interlands voor zijn vaderland in de periode 1978-1991, waarvan 46 duels in de zaal.
In clubverband kwam hij uit voor SC 1880 Frankfurt. Met deze club won hij tweemaal de Duitse landstitel. Blöcher won daarnaast vier keer de Europese titel van veldhockey met de Duitse nationale ploeg en eindigde als tweede bij het WK hockey 1982. Hij werd in 1987 uitgeroepen tot de beste hockeyer ter wereld.

## Erelijst
- 1984 –  Olympische Spelen in Los Angeles
- 1987 –  Champions Trophy in Amstelveen
- 1988 –  Olympische Spelen in Seoul
- 1988 –  Champions Trophy in Lahore
- 1989 –  Champions Trophy in Berlijn

Christian Bassemir · 
Stefan Blöcher · 
Dirk Brinkmann · 
Heiner Dopp · 
Carsten Fischer · 
Tobias Frank · 
Volker Fried · 
Thomas Gunst · 
Uli Hänel · 
Karl-Joachim Hürter · 
Andreas Keller · 
Felix Krull · 
Michael Peter  · 
Thomas Reck · 
Ekkhard Schmidt-Opper · 
Markku Slawyk · 
Coach: Klaus Kleiter
Stefan Blöcher · 
Dirk Brinkmann · 
Thomas Brinkmann · 
Heiner Dopp  · 
Hans-Henning Fastrich · 
Carsten Fischer · 
Tobias Frank · 
Volker Fried · 
Uli Hänel · 
Michael Hilgers · 
Andreas Keller · 
Michael Metz · 
Andreas Mollandin · 
Thomas Reck · 
Christian Schliemann · 
Ekkhard Schmidt-Opper · 
Coach: Klaus Kleiter